# Paracharactus
Paracharactus är ett släkte av steklar som beskrevs av Macgillivray 1908. Paracharactus ingår i familjen bladsteklar.
Släktet innehåller bara arten Paracharactus gracilicornis.